# Faramea sessiliflora
Espèce
Synonymes
Selon Tropicos (05 mai 2024)
- Faramea blechoides Standl.
- Faramea chapadensis S. Moore
- Faramea pedunculata (Bremek.) Delprete
- Faramea sessiliflora var. pedunculata Bremek.
- Faramea singularis Standl.

Selon GBIF (05 mai 2024)
- Faramea costata Steyerm.
- Faramea sessiliflora var. sessiliflora Aubl., 1775

Faramea sessiliflora est une espèce néotropicale darbuste, appartenant à la famille des Rubiaceae.

## Description
Faramea sessiliflora est un arbuste ou un petit arbre atteignant jusqu'à 7 m de haut
Les feuilles subsessiles mesurent 10,5-26 × 3,5-8 cm.
Les stipules interpetiolaires sont caduques, longs de 2-7 mm, avec des aristas longues de 5-13 mm.
L'inflorescence est terminale, cymeuse, pédonculée.
Le limbe du calice est denticulé, long d'environ 0,5 mm.
La corolle est bleu pâle à bleu foncé, avec le tube long de 4,5-6,5 mm, et les lobes de 3,5-5 mm de long.
Le fruit, oblong, mesure 5-6 × 6-7 mm. 
La taille et surtout la forme des feuilles sont très variables chez Faramea sessilifolia.

En 1953, Lemée en propose la description suivante de Faramea sessiliflora :

« Arbrisseau à feuilles subsessiles ovales ou suhovales aiguës ou longuement acuminées, vertes luisantes entières, stipules du genre ; inflorescences terminales formées de 3 groupes sessiles chacun composé de 3-4 fleurs sessiles, avec longues bractées ; fleurs blanches odorantes, calice 4-denté, corolle à tube assez long, style long. et grêle ; fruit. - Forêts de Caux (Aublet). »

— Albert Lemée, 1953.

## Répartition
Faramea sessiliflora est présent dans de la Colombie au Brésil en passant par le Venezuela, les Guyanes, le Pérou et la Bolivie.

## Écologie
Faramea sessiliflora pousse dans les forêts de plaine à feuilles persistantes, affleurements granitiques, à 50-200 m d'altitude.
Sa taxonomie a été abordée.

## Protologue

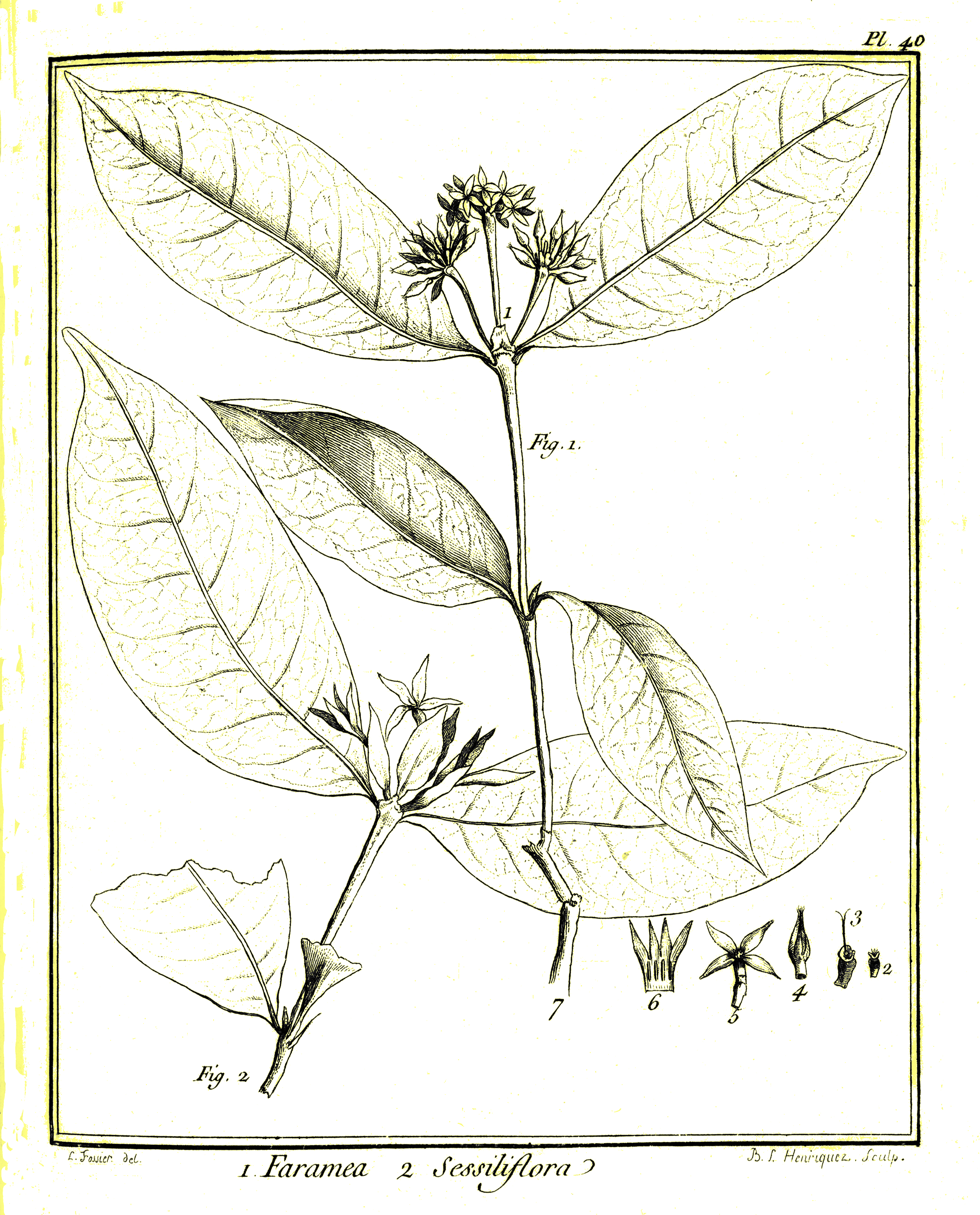
Faramea sessiliflora par Aublet (1775)
Fig. 1. Faramea corymbosa. On a repréſenté un rameau de grandeur naturelle. On a groſſi les parties détachées de la fleur. - 1. Stipules. - 2. Calice. - 3. Calice. Diſque. Style. Stigmates. - 4. Bouton de corolle. - 5. Fleur. - 6. Corolle ouverte. étamines. - 7. Étamine ſéparée.
Fig. 2. Faramea sessiliflora. On a repréſenté un bout de rameau de grandeur naturelle. - 1. Stipules. - 2. Calice. - 3. Calice. Diſque. Style. Stigmate. - 4. Bouton de fleur. - 5. Fleur. - 6. Corolle ouverte, étamines. - 7. Étamine ſéparée.

En 1775, le botaniste Aublet propose le protologue suivant : 

« 2. FARAMEA (ſeſſiflora) foliis ovatis, acutis; floribus ſeſſilibus, terminatricibus. (Tabula 40. Fig. 2.)
Frutex differt à præcedenti, floribus ſeſſilibus, corymboſis, tri vel quadri-floris ; corolla tubo longiori.
Flores expanfi odorem jaſmini exhalant.
Floret eodem tempore.
Habitat in iiſdem locis.

LE FARAMIER à fleur ſeſſile. (PLANCHE 40. Fig. 2)
Cet arbrisseau s'élève à ſix ou ſept pieds. Son tronc a environ deux pouces de diamètre. Il pouſſe à un pied & plus au deſſus de terre, des branches oppoſées, noueuſes, garnies de feuilles oppoſées & diſpoſées en croix. Elles ſont entières, vertes, luiſantes, minces, fermes, ovales, & terminées par une longue pointe : leur pédicule eſt très court. Entre la naiſſance des deux pédicules oppoſés, il y a de chaque côte une stipule large & aiguë qui tombe de bonne-heure.
Les fleurs naiſſent à l'extrémité des rameaux; elles ſont renfermées entre deux longues & larges stipules. Elles ſont partagées en trois paquets ſeſſiles, compoſés chacun de trois ou quatre fleurs, également fans pédoncule. Le calice eſt d'une ſeule pièce, un peu évaſé à ſon limbe, qui eſt à quatre petites dents.
La corolle eſt blanche, monopétale, attachée ſur l'ovaire autour d'un diſque . Son tube eſt grêle, long d'environ neuf lignes. Son pavillon eſt partage en quatre lobes étroits & aigus.
Les étamines ſont au nombre de quatre, placées à la paroi interne & ſupérieure du tube, au deſſous de ses diviſions. Leur filet eſt court. L'anthère eſt longue, à deux bourſes: les quatre anthères, en ſe réuniſſant, ferment l'orifice du tube.
Le piſtil eſt un ovaire qui fait corps avec le calice. Il eſt couronné d'un diſque, du centre duquel ſort un style long, grêle, terminé par un stigmate à deux lames. Je n'ai pas vu cet ovaire en maturité.
II étoit en fleurs dans le mois de Janvier.
Les fleurs exhalent une odeur très agréable, & fort approchante de celle que répandent les fleurs de jaſmin. 
Cet arbriſſeau croît dans les grandes forêts de la Guiane au quartier de Caux. »

— Fusée-Aublet, 1775.